# República Popular China en los Juegos Olímpicos de Calgary 1988
La República Popular China estuvo representada en los Juegos Olímpicos de Calgary 1988 por un total de 13 deportistas que compitieron en 3 deportes.
El portador de la bandera en la ceremonia de apertura fue el patinador artístico Zhang Zhubin. El equipo olímpico chino no obtuvo ninguna medalla en estos Juegos.